# Aigen im Mühlkreis
Aigen im Mühlkreis è una frazione di 1 898 abitanti del comune austriaco di Aigen-Schlägl, nel distretto di Rohrbach in Alta Austria. Già comune autonomo, il 1º maggio 2015 è stato accorpato all'altro comune soppresso di Schlägl per costituire il nuovo comune mercato, del quale Aigen im Mühlkreis è capoluogo.